# Ettore de' Pazzis
Ettore de’ Pazzis, o Miale da Troia (XVI secolo – XVI secolo), è noto soprattutto per essere stato uno dei tredici cavalieri italiani partecipanti alla Disfida di Barletta (1503).

## Biografia
Per alcuni storici fu oriundo toscano, ma quasi sicuramente è vissuto a Troia, in provincia di Foggia, che l'ha ricordato nel 1878 con una lapide posta sulla porta della casa natale, che così recita:
L'origine troiana è confermata da uno stemma gentilizio, tuttora esistente, in un altare rinascimentale rinvenuto nei ruderi del palazzo della famiglia a Troia e riconsacrato nella chiesa di S. Giovanni al Mercato. Anche Guicciardini propendeva per l'origine troiana, e ricavava questa convinzione da una testimonianza diretta, in quanto saltuario ospite, in Troia, della famiglia di una sua parente, Costanza Guicciardini, madre di Giannozio Pandolfini, vescovo della città.
Ettore de' Pazzis discendeva da un'antica famiglia di banchieri fiorentini, fra le più ricche e potenti. Suo padre Francesco, figlio di Antonio e nipote di Jacopo fu uno dei fautori della Congiura dei Pazzi contro la famiglia de' Medici.
Francesco, dopo aver partecipato alla famosa congiura il 26 aprile 1478, insieme allo zio del cardinale Raffaele "Sansone" Riario, (1460-1521), Gerolamo Riario, fratello della madre Diana (figlia di Paolo Riario e di Bianca della Rovere sorella di Papa Sisto IV della Rovere), fu costretto all'esilio e si rifugiò a Troia presso la famiglia Sansone con il piccolo Ettore.
La celebre Disfida di Barletta si svolse nella piana tra Corato e Andria sotto forma della classica giostra cavalleresca tra cavalieri italiani e francesi, a seguito di parole denigratorie dette da Charles de la Motte nei confronti del valore italiano.
L'esito della sfida fu una netta vittoria degli Italiani, che venne presa a simbolo di riscossa nazionale in un periodo in cui l'Italia era contesa tra potenze straniere (Francia e Spagna), .